# 에슈보른

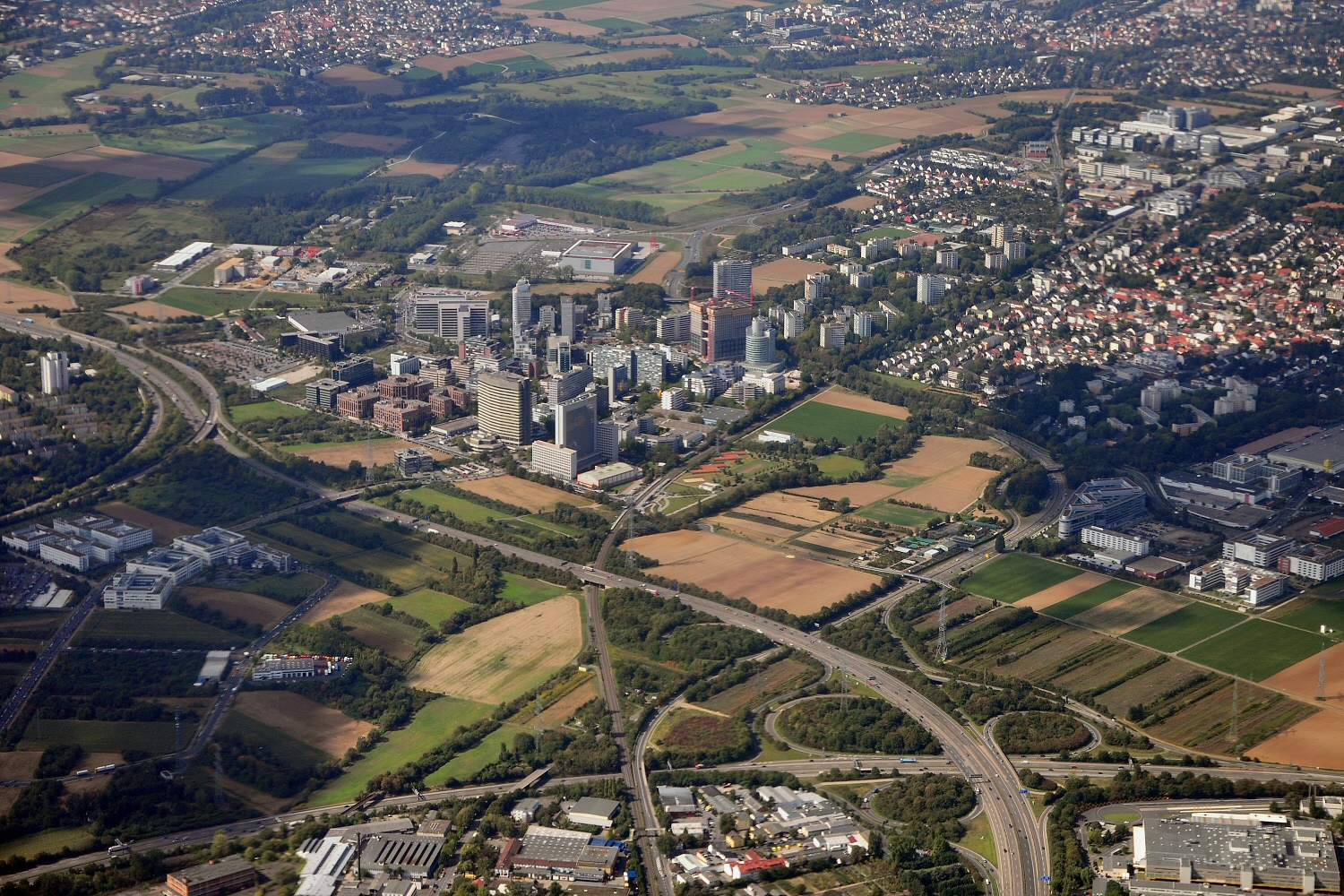
에슈보른의 전경

에슈보른(독일어: Eschborn)은 독일 헤센주에 위치한 도시로 면적은 12.14km2, 높이는 138m, 인구는 20,824명(2015년 12월 31일 기준), 인구 밀도는 1,700명/km2이다. 프랑크푸르트암마인 도시권의 중부에 위치한다.